# Geert Dijkshoorn
Geert Dijkshoorn (Vlaardingen, 14 november 1986) is een voormalige Nederlands wielrenner op het onderdeel baanwielrennen met een tandem, in tijdritten en achtervolging op de baan.
Na een korte carrière als semi-prof, met als beste resultaat winst in de achtste etappe van de ronde van Cuba in 2009, nam hij samen met Alfred Stelleman op tandemdeel deel aan het WK wielrennen van 2009 in Italië. Dijkshoorn is de voorrijder van Stelleman, die visueel gehandicapt is. Op dit onderdeel werden zijn in 2009 ook Nederlands Kampioen.
Naast zijn wielercarrière is hij in 2012 afgestudeerd als civiel technisch ingenieur aan de Technische Universiteit Delft.